# Santo Antônio do Pinhal (kommun)
Santo Antônio do Pinhal är en kommun i Brasilien.   Den ligger i delstaten São Paulo, i den sydöstra delen av landet, 800 km söder om huvudstaden Brasília. Antalet invånare är 6 516.
Följande samhällen finns i Santo Antônio do Pinhal:
- Santo Antônio do Pinhal

I omgivningarna runt Santo Antônio do Pinhal växer huvudsakligen savannskog. Runt Santo Antônio do Pinhal är det ganska tätbefolkat, med 120 invånare per kvadratkilometer.